# Portugiesische Badmintonmeisterschaft 2016
Die Portugiesische Badmintonmeisterschaft 2016 fand vom 4. bis zum 5. Juni 2016 in Caldas da Rainha statt. Es war die 59. Austragung der nationalen Titelkämpfe in Portugal.

## Medaillengewinner
| Disziplin    | Gold                                 | Silber                              | Bronze                                    |
| ------------ | ------------------------------------ | ----------------------------------- | ----------------------------------------- |
| Herreneinzel | Pedro Martins                        | Bruno Carvalho                      | Bernardo Atilano                          |
| Herreneinzel | Pedro Martins                        | Bruno Carvalho                      | Hugo Batista                              |
| Dameneinzel  | Sónia Gonçalves                      | Helena Pestana                      | Catarina Cristina                         |
| Dameneinzel  | Sónia Gonçalves                      | Helena Pestana                      | Mariana Chang                             |
| Herrendoppel | Fernando Silva Hugo Rodrigues        | Bruno Carvalho Tomás Nero           | Daniel Mendes Marco Jorge                 |
| Herrendoppel | Fernando Silva Hugo Rodrigues        | Bruno Carvalho Tomás Nero           | Diogo Silva Miguel Pinto                  |
| Damendoppel  | Adriana F. Gonçalves Sónia Gonçalves | Catarina Cristina Daniela Conceição | Helena Pestana Vânia Leça                 |
| Damendoppel  | Adriana F. Gonçalves Sónia Gonçalves | Catarina Cristina Daniela Conceição | Maria Margarida Rodrigues Verónica Amador |
| Mixed        | Bernardo Atilano Mariana Chang       | Duarte Nuno Anjo Sofia Setim        | Fernando Silva Filipa Lamy                |
| Mixed        | Bernardo Atilano Mariana Chang       | Duarte Nuno Anjo Sofia Setim        | Tomás Nero Catarina Cristina              |